# Pascal Pinon (groupe)
Pascal Pinon est un groupe islandais de rock, originaire de Reykjavik formé en 2009. Le groupe s'est séparé en 2017.

## Historique
Formé en 2009, le groupe est composé de deux sœurs jumelles Ásthildur et Jófríður Ákadóttir. Le nom du groupe vient du nom d'un mexicain, Pasqual Piñón, qui maquillait la tumeur présente sur sa tête en une deuxième tête,. Alors âgées de 16 ans, en 2010, elles sortent leur premier album S/T. 
Puis en janvier 2013 sort leur deuxième album Twosomeness. Elles chantent dans leur langue l'islandais mais également en anglais. L'album est accueilli d'une note de 8/10 du magazine Clash, et également félicité par AllMusic. Michael Cragg du Guardian explique que « … ces sœurs jumelles islandaises font des chansons merveilleusement intimes. » En 2013, Nico Muhly les inclut dans la liste Mich List du New York Times.
En novembre 2015, Jófríður décrit leur album Sundur d'« …dur et réaliste, minimaliste et quelque peu mélancolique. » Après sa sortie en 2016, les critiques accueillent favorablement l'album : Tony Clayton-Lea de The Irish Times félicite le son minimal soundscape de Sundur. Il est nommé dans la liste des « 10 meilleurs albums de 2016 » par Play Repeat. New Noise Magazine classe Sundur dans son top 16 de 2016. Le groupe se sépare en 2017.

## Membres
- Ásthildur Ákadóttir - piano, guitare
- Jófríður Ákadóttir - écriture, guitare